# Ajwazowskie (wieś)
Ajwazowskie (do 1945 — Szejch Mamaj, ros. Айвазовское, ukr. Айвазовське) — wieś w rejonie kirowskim Autonomicznej Republiki Krymu. Podlega Priwietnieńskiej Radzie wiejskiej.